# Zygocerini
Zygocerini – plemię chrząszczy z rodziny kózkowatych i z podrodziny zgrzypikowych. 

## Zasięg występowania
Przedstawiciele tego plemienia występują w Australazji.

## Systematyka
Do Zygocerini należą 42 gatunki zgrupowane w 10 rodzajach:
- Annemabel
- Calezygocera
- Carteridion
- Demonassa
- Disterna
- Falsotmesisternus
- Pseudozygocera
- Scapozygocera
- Scapozygoceropsis
- Zygocera